# Grabnik (województwo warmińsko-mazurskie)
Grabnik (niem. Grabnick) – wieś w Polsce położona w województwie warmińsko-mazurskim, w powiecie ełckim, w gminie Stare Juchy, nad jeziorem Grabnik. Jest siedzibą parafii rzymskokatolickiej, należącej do dekanatu Ełk – Świętej Rodziny, diecezji ełckiej.
W latach 1944–1975 miejscowość administracyjnie należała do województwa białostockiego, a w okresie 1975–1998 do województwa suwalskiego.

## Zabytki[4]
- Kościół z 1865 wybudowany na pozostałościach gotyckiej świątyni z 1565-1566, z organami z XVIII wieku. Przed frontem drewniana wieża dzwonnicza o nietypowym dwudrożnym dachu, przy połączeniu kalenic sygnaturka[6].
- Pomnik ku czci mieszkańców parafii Grabnik poległych w czasie I wojny światowej
- Cmentarz wojenny z okresu I wojny światowej

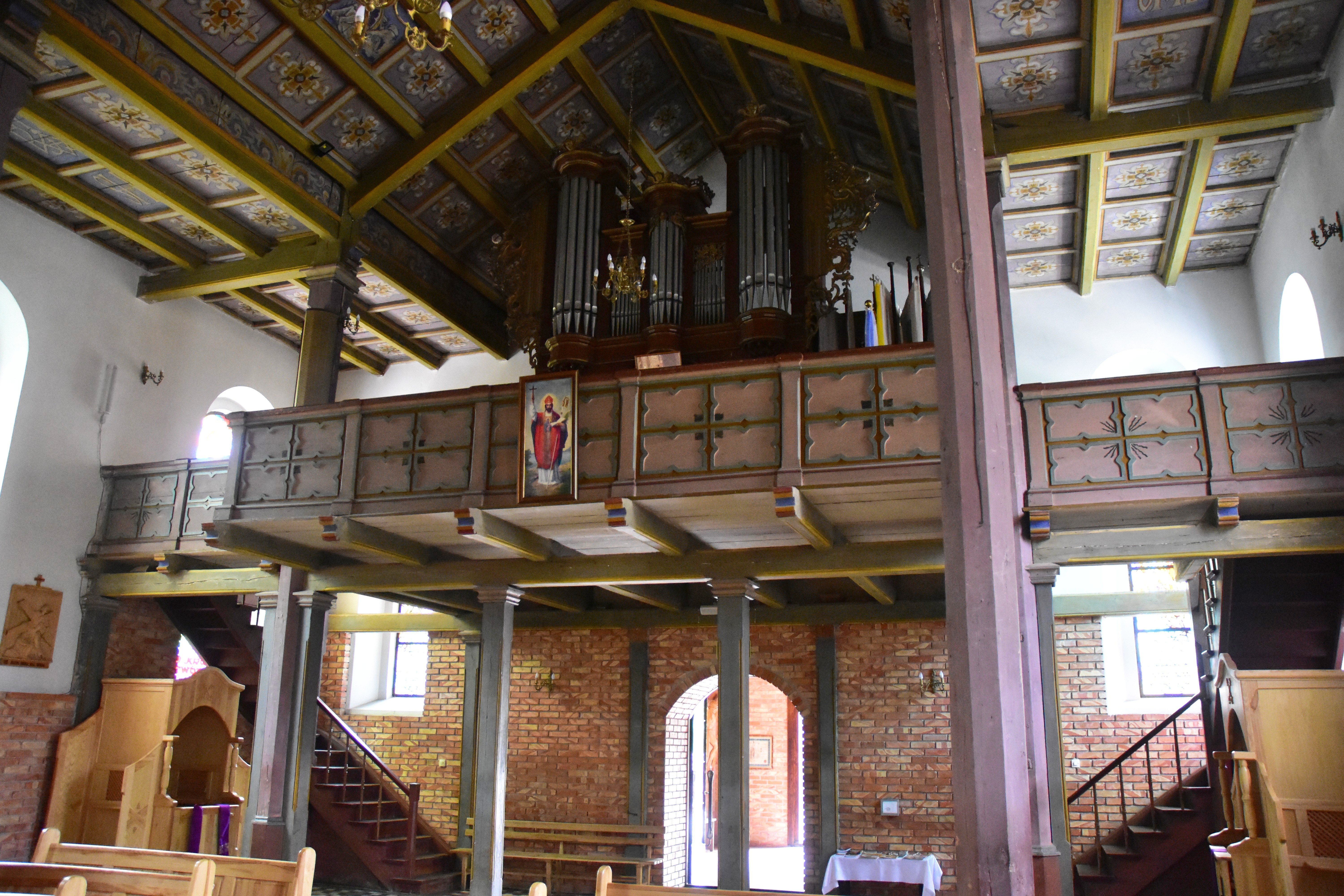
Wnętrze kościoła
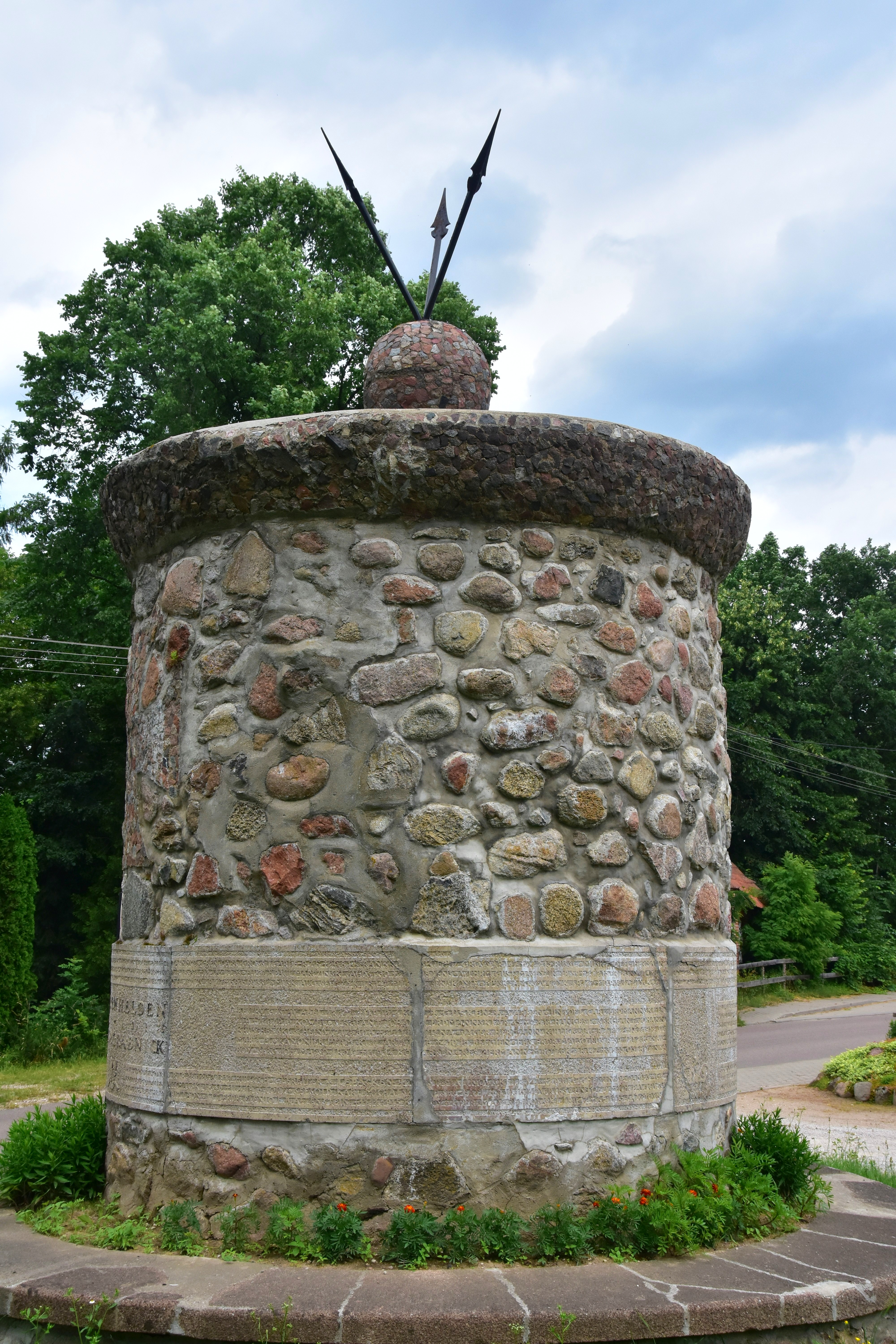
Pomnik poświęcony poległym mieszkańcom